# Fontaine Rouppe
La fontaine Rouppe (en néerlandais : Rouppefontein) est une statue allégorique située au centre de la place Rouppe à Bruxelles, en Belgique. Elle représente la ville de Bruxelles coiffée d'un diadème formé des tours de la cathédrale Saints-Michel-et-Gudule.

## Localisation
La fontaine se dresse au centre de la place Rouppe, une place circulaire située dans la partie sud-ouest du Pentagone qui constitue le centre historique centre de Bruxelles-ville.

## Historique

### Création
La place est dédiée à Nicolas Rouppe (1769-1838) qui fut, de 1830 à 1838, le premier bourgmestre de Bruxelles, capitale de la Belgique indépendante, ce qui lui valut le surnom de « bourgmestre de l'indépendance » : « la Belgique avait perdu en lui un de ses meilleurs citoyens et la capitale un magistrat intègre et dévoué »,,,.
Immédiatement après la mort de Rouppe, une commission se forme pour recueillir des souscriptions destinées à élever un monument au bourgmestre que la mort venait de saisir en plein exercice de ses fonctions. En 1844, cette commission décide de remettre les sommes reçues au conseil communal afin de subvenir aux dépenses d'une fontaine publique consacrée à la mémoire de Nicolas Rouppe.
Un concours est ouvert en 1844 et le plan de l'architecte Gustave De Man est couronné mais De Man est évincé par la Ville alors que les travaux étaient déjà commencés,. T. Decamps dénonce cette éviction dans la Revue de Belgique en 1848 : « les Bruxellois sont bien indulgents. Ne viennent ils pas d'assister avec une magnifique insouciance à un nouveau scandale qui laisse bien loin derrière lui tous ceux qui l'ont précédé. Il s'agit de la fontaine Rouppe pour laquelle un concours a été ouvert il y a quatre ans. Le plan de M. Deman a été couronné; cette fois encore on vient de confier à un autre l'exécution du monument, mais après avoir laissé commencer les travaux par l'architecte couronné ».
Après cette éviction, le sculpteur Charles-Auguste Fraikin continue son travail sur la statue en marbre dans le style classique gréco-romain, convaincu que la fontaine resterait de style classique mais le projet de De Man est remplacé par une vasque Renaissance inspirée de la fontaine du café des Ambassadeurs, aux Champs Élysées.
Au final, le plan de la fontaine est l'œuvre de l'architecte Joseph Poelaert, la statue en marbre blanc est réalisée par le sculpteur Charles-Auguste Fraikin et la fontaine est inaugurée en 1848,,,,,. 
La fontaine reçoit l'eau des sources voisines de la porte de Hal.

### Panne et restauration
Au début des années 1980, la fontaine tombe en panne.  Durant 20 ans, la pièce d'eau est à sec : la pompe et la machinerie sont cassées, le bassin est fendu et le marbre de la statue est en mauvais état.
En octobre 2002, après vingt années d'inactivité, l'eau jaillit à nouveau sous la statue. L'échevin de l'Urbanisme de la ville de Bruxelles explique que « la fontaine avait besoin d'un rééquipement hydraulique total, d'un renouvellement de la chambre technique et d'une restauration de la statue. Mais le plus préoccupant était le corps de la fontaine, à savoir la fonte de fer, qui rouille. Étant donné son état, il fut finalement décidé de procéder à l'exécution d'une copie à l'identique du monument mais en bronze ». La reproduction est confiée à une entreprise espagnole de Gérone.

## Description

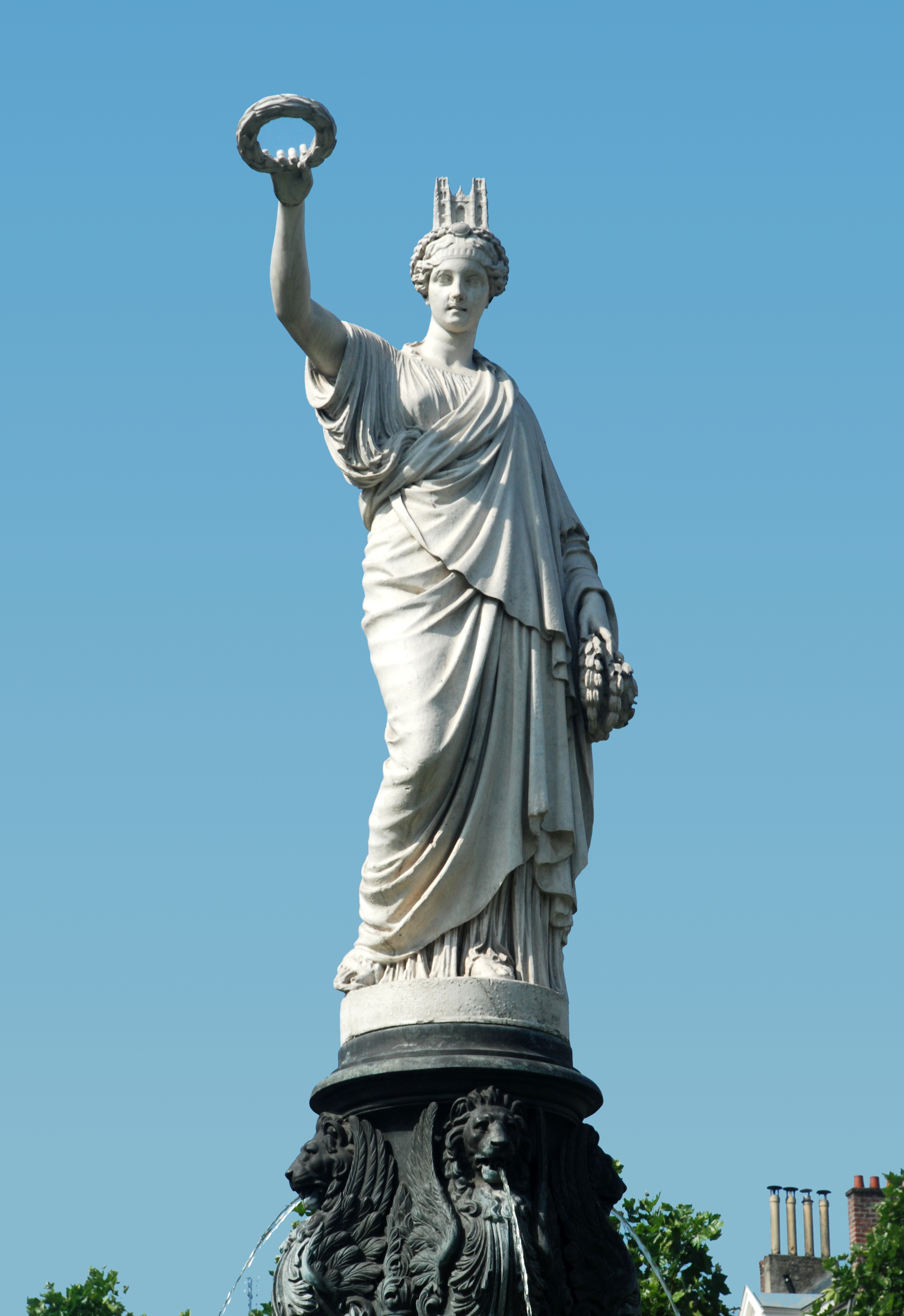
La statue de marbre.

La fontaine Rouppe est constituée d'un large bassin de pierre bleue d'où émerge un socle en pierre bleue orné de volutes et de guirlandes qui porte une grande vasque en fonte ornée de douze lions cracheurs
,,,,,
Au centre de la vasque, un socle orné de quatre gueules de lions ailés porte la statue en marbre blanc de Fraikin,,. Cette dernière est une statue allégorique représentant la ville de Bruxelles, sous les traits d'une femme qui tient une couronne de laurier de la main droite et porte sur la tête un diadème formé des tours de la cathédrale Saints-Michel-et-Gudule de Bruxelles,,,,.
Comme le souligne le Moniteur belge en 1850 « Aux tours crenelées dont on coiffe ordinairement les statues de ville, le sculpteur a substitué, comme plus caractéristiques et moins vulgaires, les tours de Sainte-Gudule. Il ne s'est pas cru obligé par respect pour l'usage et pour les traditions classiques, de conserver la forme d'une enceinte fortifiée à la couronne murale d'une ville ouverte ».
La composition globale de la fontaine a été fortement critiquée en 1850 dans la Revue de Belgique par Louis Van Roy qui y voit « un monument qui présente l'union monstrueuse de la sévérité grecque et de la fantaisie de la Renaissance, deux choses qui hurlent de se voir accouplées. La vasque nuit à la statue, la statue à la vasque; cela fait, en un mot, un ensemble impossible », conséquence de l'évincement de l'architecte De Man et du remplacement de son projet par une vasque Renaissance.